# جاي ستيرلينغ ليفينغستون
جاي ستيرلينغ ليفينغستون (بالإنجليزية: J. Sterling Livingston)‏ هو شخصية أعمال أمريكي، ولد في 7 يونيو 1916 في مدينة سولت ليك في الولايات المتحدة، وتوفي في 14 فبراير 2010.